# Experiment în Teroare
Experiment în Teroare (titlu original: Experiment in Terror) este un film american neo-noir thriller polițist din 1962 regizat de Blake Edwards și scris de Mildred Gordon și Gordon Gordon după romanul lor Operation Terror (Operațiunea Teroare) din 1961. Rolurile principale au fost interpretate de actorii Glenn Ford, Lee Remick, Stefanie Powers și Ross Martin. A fost lansat de Columbia Pictures la 13 aprilie 1962.
Ross Martin a fost nominalizat la Premiul Globul de Aur pentru cel mai bun actor în rol secundar.

## Distribuție
- Glenn Ford - John "Rip" Ripley
- Lee Remick - Kelly Sherwood
- Stefanie Powers - Toby Sherwood
- Ross Martin - Garland Humphrey "Red" Lynch
- Roy Poole - Brad
- Ned Glass - Popcorn
- Anita Loo - Lisa Soong
- Patricia Huston - Nancy Ashton
- Gilbert Green - Special agent
- Clifton James - Capt. Moreno
- Al Avalon - Man who picks up Kelly
- William Bryant - Chuck
- Dick Crockett - FBI agent #1
- James Lanphier - Landlord
- Warren Hsieh - Joey Soong
- Sidney Miller - Drunk
- Clarence Lung - Attorney Yung
- Frederic Downs - Welk
- Sherry O'Neil - Edna
- Mari Lynn - Penny
- Harvey Evans - Dave
- William Sharon - Raymond Burkhart
- Don Drysdale - himself